# Télémédecine
Vous pouvez aider à l'améliorer ou bien discuter des problèmes sur sa page de discussion.
- Certaines informations devraient être mieux reliées aux sources mentionnées dans la bibliographie ou les liens externes. Améliorez sa vérifiabilité en les associant par des références. (Marqué depuis mars 2014)
- Il adopte un point de vue régional ou culturel particulier et nécessite une internationalisation. (Marqué depuis novembre 2015)

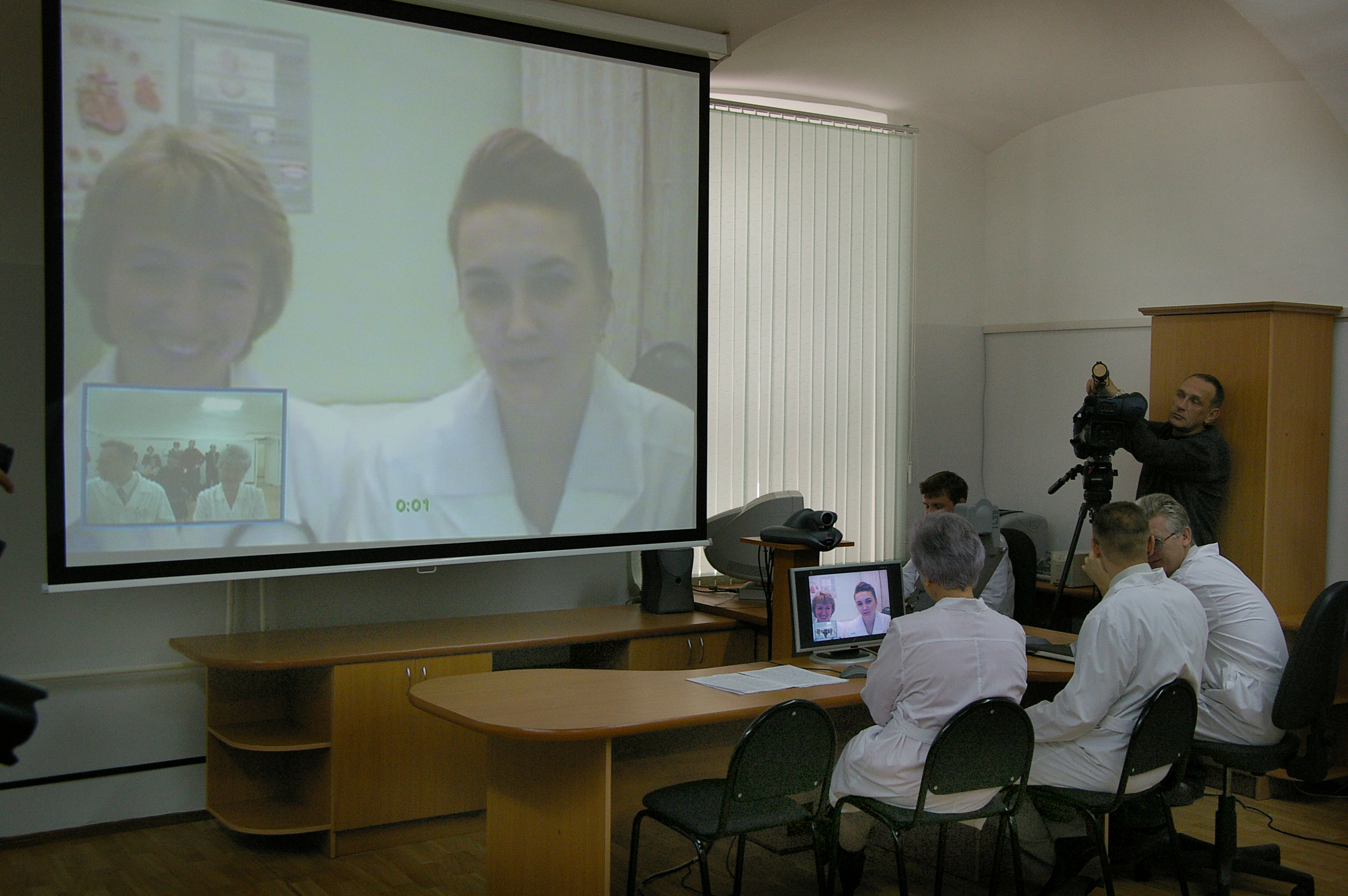
Séance de télémedecine à Moscou en 2004.

La télémédecine regroupe les pratiques médicales rendues possibles ou facilitées par les télécommunications et les technologies numériques. C'est un exercice de la médecine par le biais des télécommunications et des technologies qui permettent les prestations de santé à distance et l'échange de l'information médicale s'y rapportant. C'est une des composantes majeures de l'e-santé.

## Définition
Pour l'Organisation mondiale de la santé (OMS), la télémédecine est une composante de la médecine. Elle s'inscrit dans l'univers des professionnels de l'e-santé, « permet d’apporter des services de santé à un être numérisé vivant[Quoi ?], là où la distance, l’isolement du patient, sont un facteur critique pour sa santé, par des professionnels (médecins notamment) utilisant les TIC pour diagnostics, e-traitement, e-prévention, e-recherche, e-éducation, e-formation continue »[Pas dans la source]. Selon le code de santé publique (art. L.6316-1), elle est « une forme de pratique médicale à distance utilisant les technologies de l’information et de la communication »[Pas dans la source].
La télémédecine fait partie de concepts plus large, comme la télésanté ou l'e-santé. La télésanté désigne « l’ensemble des technologies, des réseaux et des services de soins basés sur la télécommunication et comprenant les programmes d’éducation, de recherche collaborative, de consultation ainsi que d’autres services offerts dans le but d’améliorer la santé du patient »,. Axée sur le grand public, donc le patient, la télésanté recouvre effectivement « les activités, services, systèmes, liés à la santé, pratiqués à distance au moyen des TIC, pour les besoins planétaires de promotion de la santé, des soins, du contrôle des épidémies, de la gestion, de la recherche appliquées à la santé ».
Ce sont notamment les possibilités ouvertes par deux avancées techniques plus récentes, initialement distinctes mais désormais confluentes, qui ont déclenché une véritable renaissance de la télésanté clinique :
- la visioconférence, autorisant la tenue de réunions à distance (ou visioréunions) en commentant ensemble des documents ;
- la micro-informatique avec l'Internet, qui permettent de transmettre rapidement, facilement, à des coûts raisonnables, des grandes quantités d’informations multimédias.

La télémédecine a des conséquences sur l'économie numérique, la relation médecin-patient, l'emploi et la formation des médecins.

## Histoire

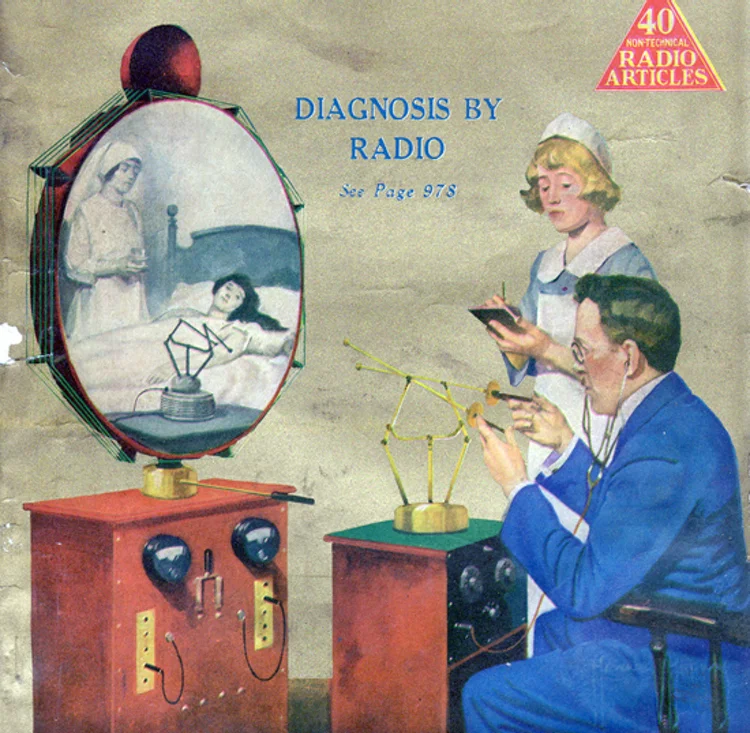
Image représentant le « télédactyle », une technologie haptique et de télémédecine imaginée en 1925 pour « sentir à distance », par l'inventeur Hugo Gernsback (couverture couverture du numéro de février 1925 du magazine Science and Invention)
Chaque fois que le télédactyle du patient rencontre une résistance, les commandes à distance du médecin rencontrent la même résistance. Les commandes à distance sont sensibles au son et à la chaleur, tous deux importants pour le diagnostic futur

En 1876, l'invention du téléphone, qui sera le premier outil exploité en télémédecine permet trente ans plus tard, en 1906, à Willem Einthoven de transmettre un életrocardiogramme via une ligne téléphonique de 1,5 km.
La télémédecine est pratiquée dans les milieux maritimes depuis 1920, année de la première licence pour radio de service médical aux bateaux publiée à New-York. Les années 1920 verront des nations comme la Suède ou l'Italie utiliser la radio comme support de télémédecine.
Le 8 novembre 1994, un examen scanner aux rayons X est piloté depuis l'Hôtel-Dieu de Montréal (Canada) sur un patient situé dans l'appareil de l'hôpital Cochin, à Paris (France)[réf. incomplète]. En 2001, une opération de téléchirurgie a été réalisée entre New York — où était le chirurgien — et Strasbourg — où était la patiente, via des fibres optiques sur 7 500 km[réf. nécessaire].

### En France
- En 2009, la loi HPST (Hôpital, Patient, Santé et Territoire) définit la notion de télémédecine. L’année suivante, un décret encadrera cette notion en la définissant selon cinq actes : la téléconsultation, la téléexpertise, la téléassistance, la régulation par les centres SAMU et la télésurveillance[9],[10].
- Janvier 2014 : une cabine de télémédecine est installée pour la première fois dans une résidence pour personnes âgées non médicalisée à Cluny (Saône-et-Loire)[11]. L'installation de ces appareils pourrait s'étendre aux maisons de retraite et aux collectivités locales où sévit la désertification médicale, ainsi qu'à des bases-vie[12]. Soutenue par le Feder et l'ARS, l'expérimentation se poursuit dans le département de la Loire en 2016[13],[14].
- Décembre 2014 : premier décret de compétence autorisant le dépistage de la rétinopathie diabétique en télémédecine entre orthoptiste, ophtalmologue et médecin généraliste[15]. Cet acte est pris en charge par l'Assurance Maladie[16].
- Juillet 2018 : Healphi lance le 1er cabinet de téléconsultation de France, dans le village de La Selle-sur-le-Bied (Loiret) à titre expérimental grâce à une dérogation de l'agence régionale de santé (ARS) du Centre Val de Loire[17],[9],[10]. Celui-ci accueille des patients pris en charge par une infirmière et un médecin distant. Dans les mois qui suivent, le concept se généralise et permet la prise en charge de milliers de patients en Centre-Val de Loire et Auvergne-Rhône-Alpes. L'expérimentation est validée par l'ARS[18].
- Le 6 décembre 2018, l’avenant no 15 à la convention nationale pharmaceutique autorise et précise le cadre pour la réalisation d’actes en télémédecine en officine[19], avec le pharmacien en tant que professionnel de santé accompagnant[9],[10].
- Septembre 2018 : L'Assurance Maladie annonce le remboursement des téléconsultations, sous certaines conditions : la téléconsultation doit s’inscrire dans le respect du parcours de soins coordonné, entre le patient et son médecin traitant, à condition qu'il y ait eu au moins une consultation physique avec lui (cabinet, domicile patient ou établissement de santé) au cours des 12 derniers mois précédant la téléconsultation[20].
- Janvier 2019 : Déploiement en France de la plateforme de téléconsultation Qare, financée par Kamet Ventures, après ses essais à Londres[21].
- Février 2019 : Lancement du service de téléconsultation de la startup Medadom (après une expérience de 2 ans dans les visites de médecins à domicile) : les patients peuvent désormais consulter en ligne des médecins de leur territoire[22]. Fin 2021, Medadom revendique avoir équipé plus de mille officines[23] sur les 20942 en France[24], soit environ 4,8 % des officines pour un seul prestataire[note 1].
- Mars 2019 : Doctolib lance sa vidéoconsultation sur son agenda en ligne. Doctolib dit avoir levé 150 millions d'euros fin 2018 pour doubler ses équipes[25].
- Septembre 2020 : Dans le contexte épidémique du Coronavirus, le PLFSS (Projet de loi de financement de la Sécurité Sociale) 2021 prévoit le remboursement à 100 % de toutes les téléconsultations jusqu'à la fin de l'année 2022, par l'Assurance Maladie[26].
- Mars 2024 : Un agrément des sociétés de téléconsultation est délivré par le ministère de la Santé[27] après une évaluation incluant la conformité aux normes de sécurité, d’interopérabilité et de qualité des soins. Les premières sociétés ayant reçu l'agrément sont Medadom, Tessan Med, Qare et Medaviz.

### En Suisse
- Avril 2015 : En Suisse, il est désormais possible de bénéficier d'une téléconsultation par Internet. Ceux qui ne peuvent ou ne veulent se déplacer pour aller consulter un médecin bénéficient d'une téléconsultation remboursée par les caisses suisses d'assurance maladie, d'accident, militaire ou d'invalidité et peuvent obtenir une prescription électronique ou un certificat médical[28].

## Principes directeurs et prescriptions
Pour tout projet relatif au déploiement de la télémédecine, en France, la Direction générale de l'Offre de soins (DGOS) recommande d'appliquer les principes suivants :
- positionnement des projets de mise en œuvre de dispositifs de télémédecine dans un contexte global ;
- contribution du système d'information et des infrastructures à la réalisation des actes de télémédecine (principes d'urbanisation) ;
- conditions d'interopérabilité et de sécurité, respect des référentiels applicables ;
- qualité des réseaux de communication.

## Actes de cotation en télémédecine
En France, cinq actes de télémédecine ont été définis dans le décret no 2010-1229 du 19 octobre 2010 :
1. la téléconsultation : a pour objet de permettre à un professionnel médical de donner une consultation à distance à un patient. Un professionnel de santé peut être présent auprès du patient et, le cas échéant, assister le professionnel médical au cours de la téléconsultation. Les psychologues mentionnés à l'article 44 de la loi no 85-772 du 25 juillet 1985 portant diverses dispositions d'ordre social[31] peuvent également être présents auprès du patient ;
2. la téléexpertise : a pour objet de permettre à un professionnel médical de solliciter à distance l'avis d'un ou de plusieurs professionnels médicaux en raison de leurs formations ou de leurs compétences particulières, sur la base des informations médicales liées à la prise en charge d'un patient ou par le biais de conférences visio telles que celles du Doctothon.
3. la télésurveillance médicale : a pour objet de permettre à un professionnel médical d'interpréter à distance les données nécessaires au suivi médical d'un patient et, le cas échéant, de prendre des décisions relatives à la prise en charge de ce patient.L'enregistrement et la transmission des données peuvent être automatisés ou réalisés par le patient lui-même ou par un professionnel de santé ;
4. la téléassistance médicale : a pour objet de permettre à un professionnel médical d'assister à distance un autre professionnel de santé au cours de la réalisation d'un acte ;
5. la réponse médicale : apportée dans le cadre de la régulation médicale mentionnée à l'article L. 6311-2[32] et au troisième alinéa de l'article L. 6314-1[33].

## Application
La télémédecine, comme définie ci-dessus, apparaît vaste et diverse ; sept familles d'utilisation peuvent être distinguées selon les informations échangées, les domaines ou personnes concernés, et selon que l’application vise principalement à :
- des échanges d’avis entre professionnels de santé : téléconsultation et téléexpertise ou encore visioréunions, parfois pluridisciplinaires ;
- assister à distance, principalement par des conseils diagnostiques et thérapeutiques, un patient localement démuni : téléassistance ;
- surveiller à domicile, en ambulatoire…, une fonction vitale défaillante : télésurveillance ;
- pratiquer totalement et exclusivement à distance un acte médical : télédiagnostic, téléchirurgie, etc. ;
- organiser la circulation des données dans un réseau de santé : réseaux de santé ;
- fournir des informations voire un enseignement : formation en ligne (e-Learning) ;
- participer à la gestion des systèmes de santé : cybermanagement (ou e-management), qui permet d'offrir aux patients un accès direct comme permanent à leur dossier de santé ou à des téléservices médicaux.

Les pseudo-spécialités suivantes peuvent parfois être rencontrées, dans le but de tenter de mieux décrire certaines activités, mais elles ne sont en aucun cas des actes.

## Téléservices
De nombreux téléservices font partie de la consultation en France : AATi, ATMPi : avis d' arrêt de travail Arrêt maladie, accident de travail et maladie professionnelle, ADRi : acquisition des droits, à AMELI et situations spécifiques (CSS, AME, ACS, invalidité, DMTi ou DCMTe (Déclaration de Choix de Médecin Traitant electronique), IMTi : déclaration et information médecin traitant, permet au médecin de se déclarer médecin traitant du patient. Les professionnels de santé, récupérent l’information avec le téléservice IMTi, FSE depuis 98, HRI, (Historique des Remboursements), INSi : Identité Numérique de Santé, PSEi : protocole de soins électroniques; TLSi : intégrés souvent aux logiciels métiers, gérant le DPI, Dossier patient informatisé. sinon réalisables en ligne sur Amelipro.

## Télémédecine et santé mentale

### Aspects socio-techniques
L'application de la télémédecine à la santé mentale présente des spécificités notables en raison de la nature relationnelle des pratiques psychiatriques et psychologiques. Contrairement aux domaines médicaux axés sur des interventions techniques, la santé mentale repose sur la qualité de l'interaction humaine, incluant les échanges verbaux et non verbaux. L'utilisation des technologies de l'information et de la communication (TIC) en télémédecine modifie profondément cette dynamique relationnelle.
Selon l'approche développée par Alexandre Mathieu-Fritz dans Le praticien, le patient et les artefacts : Genèse des mondes de la télémédecine, les outils technologiques ne sont pas de simples instruments neutres. Ils participent activement à la médiation de la relation thérapeutique, influençant notamment la perception de la « présence » entre patient et praticien. L'étude des interfaces numériques et des modalités spécifiques d'usage permet ainsi de mieux appréhender leur rôle dans la consultation clinique à distance.

### Défis relationnels et adaptations
La consultation à distance transforme l'espace thérapeutique habituel. Les plateformes numériques introduisent des éléments techniques, comme la qualité audio et vidéo ou la latence, qui peuvent altérer la communication thérapeutique. Cette médiation technique complexifie souvent l'établissement de l'alliance thérapeutique, facteur clé dans les soins en santé mentale. La distance physique rend moins perceptibles les signaux non verbaux, essentiels à l'évaluation clinique et à la construction d'une relation de confiance.
En réponse à ces défis, les professionnels adaptent leurs pratiques en verbalisant davantage leurs observations, en optimisant leur environnement visuel, et en développant des techniques d'entretien adaptées spécifiquement à la distance. La formation des praticiens à ces nouvelles modalités de communication devient ainsi essentielle pour assurer la qualité des soins.

### Enjeux économiques et politiques
L'intégration de la télémédecine en santé mentale s'inscrit dans un contexte économique et politique spécifique. Sur le plan économique, elle permet potentiellement de réduire les coûts liés aux déplacements et d'améliorer l'efficacité du système de santé en facilitant l'accès rapide à une expertise psychiatrique. Toutefois, elle soulève aussi des enjeux liés au financement des infrastructures numériques et à la tarification spécifique des actes à distance.
Politiquement, la télémédecine est soutenue par les pouvoirs publics comme une solution prometteuse face aux inégalités territoriales d'accès aux soins, particulièrement en régions rurales ou isolées. Les politiques de santé publique encouragent son développement pour lutter contre la désertification médicale et améliorer la prise en charge précoce des troubles mentaux. Cependant, cela nécessite également un cadre réglementaire clair garantissant la sécurité des données, la confidentialité et la qualité des soins délivrés à distance.
La télémédecine en santé mentale nécessite donc une compréhension approfondie des interactions complexes entre technologie, économie, politique et relation thérapeutique afin d'assurer une prise en charge de qualité accessible à tous.

## Logiciels et applications
L'informatique est un composant fondamental de la télémédecine lorsque l'information entre le patient et le médecin transite via des moyens logiciels, matériels et réseaux. La télémédecine assistée par des moyens informatiques est la solution la plus prometteuse en termes d’efficacité de l'acte :
- l'information est accessible quasiment en temps réel ;
- le volume de données échangées peut être suffisant pour inclure des photos, voir la vidéo temps réel ;
- L'aspect vidéo temps réel, c'est-à-dire avec une faible latence dans la communication, réduit la sensation de distance avec le médecin et rassure le patient.

L'offre logicielle existante s'est développée en France depuis le décret 2018-788 du 13 septembre 2018 relatif aux modalités de mise en œuvre des activités de télémédecine. Ce décret définit les obligations des éditeurs de logiciels en ligne en matière de réglementation, à savoir :
- l'obligation d'une consultation synchrone,
- l'obligation pour le médecin d'avoir consulté au moins une fois dans les 12 mois précédents son patient,
- l'obligation pour la plateforme de proposer au patient en priorité son médecin traitant,
- l'obligation d'utiliser des serveurs esanté pour la sauvegarde des données de santé.

Depuis le début de l'épidémie de la Covid-19, le recours à la télémédecine est vivement encouragée par les pouvoirs publics afin de limiter la propagation du virus. En 2021, les principales plateformes de téléconsultation disponibles au grand public sont, entre autres, Qare, Livi, Medadom, Medaviz ou H4D.

## Bornes de téléconsultations
Les bornes et cabines de téléconsultations sont, en France, présente depuis 2014 en Ehpadet depuis 2018 en officine.
Légalement, la borne de téléconsultation doit être située dans un local fermé afin d’assurer la confidentialité de la consultation pour le patient et ne peut être réalisée que par vidéotransmission. Elles doivent être équipées de 6 appareils, permettant de réaliser 90 % des diagnostics pour le médecin à distance:
- Un thermomètre pour la mesure de la température corporelle.
- Un tensiomètre pour la mesure de la pression artérielle.
- Un oxymètre pour la mesure de la saturation du sang en dioxygène.
- Un otoscope pour l’examen du conduit auditif externe et du tympan.
- Un dermatoscope pour l’examen des lésions de la peau.
- Un stéthoscope pour l'auscultation, l’étude des sons internes du corps.

## M-health
La m-health est une composante récente de la télésanté. Elle concerne les applications de la médecine s'appuyant l'utilisation de dispositifs ou d'outils mobiles, tels que les smartphones ou les tablettes tactiles.
Des exemples de produits m-health sont les applications mobiles qui aident les médecins à diagnostiquer, ou les appareils communicants qui transmettent de façon autonome des informations au médecin (poids, rythme cardiaque).

## Comparaison internationale des modèles
Les politiques publiques conditionnent fortement le développement de la télémédecine : financement, gouvernance et régulation façonnent l’intégration des innovations dans les systèmes de santé.
| Pays                              | Type de système de santé         | Gouvernance                                          | Régulation des données                              | Accessibilité                                     |
| --------------------------------- | -------------------------------- | ---------------------------------------------------- | --------------------------------------------------- | ------------------------------------------------- |
| États-Unis                        | Majoritairement privé, fragmenté | Acteurs privés dominants (assureurs, hôpitaux, tech) | HIPAA, variable selon États                         | Adoption rapide mais inégalitaire                 |
| Canada                            | Public universel, provincial     | Intégration dans politiques publiques                | Loi sur la protection des renseignements personnels | Standardisation et réduction des écarts régionaux |
| Europe (France, Allemagne)        | Public, centralisé               | Gouvernance institutionnalisée                       | RGPD, régulation forte                              | Adoption plus lente, mais robuste                 |
| Europe (Pays nordiques, Pays-Bas) | Public, décentralisé             | Gouvernance souple et proactive                      | RGPD, régulation équilibrée                         | Adoption rapide et inclusive                      |

## Enjeux éthiques et sociaux
Malgré les nombreux avantages potentiels, l'intégration généralisée de la télémédecine soulève des préoccupations concernant une possible déshumanisation de la relation thérapeutique
La télémédecine transforme profondément la relation soignant-soigné. Le recours aux technologies numériques induit une redéfinition du rôle du patient, un déplacement de l’espace de soin et soulève d’importants enjeux de protection des données.

### Redéfinition des rôles médecin-patient
Le patient devient un acteur actif de sa prise en charge. Cette autonomisation s'accompagne d'un travail invisible : il doit manipuler les dispositifs, surveiller ses constantes, interpréter ses données de santé et parfois gérer seul son anxiété. Nelly Oudshoorn décrit cette transformation à travers plusieurs dispositifs en cardiologie à domicile : un système de monitoring continu de la tension artérielle, un téléphone mobile équipé d’un enregistreur ECG, et un dispositif ECG ambulatoire. Les outils techniques véhiculent implicitement des normes d'usage qui modèlent l'interaction thérapeutique et interrogent les principes éthiques fondamentaux du soin. De plus elle met aussi en évidence que ce travail invisible est souvent genré : dans les couples hétérosexuels, les femmes assurent souvent la gestion des dispositifs.

### Redéfinition des espaces de soin
Le domicile devient un espace médicalisé. Cette transformation, bien qu'elle améliore l'accessibilité, peut générer des tensions entre intimité et intrusion. Pour recréer un lien humain malgré la distance, certains soignants recourent à des scripts émotionnels : ton de voix apaisant, usage du prénom, référence à l’historique médical du patient.

### Vie privée et données personnelles
L'accessibilité accrue offerte par la télémédecine doit être accompagnée d'une vigilance renforcée sur les questions éthiques, en particulier la protection des données personnelles et le respect du secret médical. Garantir un équilibre entre innovation technologique et préservation de l'humanité du soin constitue ainsi un défi majeur pour les acteurs du secteur.
La confidentialité des données de santé est un enjeu majeur. Le RGPD en Europe impose des exigences strictes en matière de consentement, de droit à l’effacement et de portabilité des données. Aux États-Unis, la loi HIPAA encadre l’utilisation des données médicales, mais son application varie selon les États. Au Canada, la loi sur la protection des renseignements personnels garantit une approche uniforme. Un exemple illustratif est évoqué par Oudshoorn : un patient dont l’appareil ECG a émis un signal sonore dans un lieu public, révélant involontairement sa pathologie.

### Fracture numérique et équité
La télémédecine peut renforcer les inégalités sociales. Les personnes âgées, les populations précaires ou vivant en zone mal connectée sont souvent désavantagées par manque d’équipement ou de compétences numériques. Cela remet en question l'universalité de l'accès aux soins. Greenhalgh et al. ont mis en évidence ces inégalités dans leur étude sur les consultations vidéo pendant la pandémie de COVID-19.

## Acceptabilité et typologie
L'acceptation de la télémédecine varie selon les contextes culturels et les types de dispositifs. Bashshur et al. proposent une classification des formes de télémédecine (téléconsultation, télémonitoring, téléexpertise), qui aide à comprendre leurs différents impacts cliniques et organisationnels.